# Tayori (音楽ユニット)
tayori（2023年-）は日本の3人組音楽ユニットである。作曲ユニット「Islet」として活動していたrakuとtazuneruと、歌い手として活動していたボーカルisuiとのコラボレーションを経て結成された。

## メンバー
- isui（ボーカル）
- raku（作詞・作曲・編曲・ギター）
- tazuneru（作詞・作曲・ベース）

## 来歴
- 2017年3月　rakuとtazuneruが音楽ユニット「Islet」として活動を開始。
- 2018年11月　isuiが「倚水」名義でカバー動画の投稿活動を開始。
- 2021年4月　Islet feat.倚水として初のコラボ楽曲「春を待つ」公開。
- 2022年4月　「白日夢」公開、EP『ASTER』発売。12月　「星になる」公開。
- 2023年7月　tayori結成。「風のたより」公開。10月　「花がら」公開。12月　「鯨の背中」公開。
- 2024年
  - 1月　Official Fan Club "quartet"開設。1st Album『memento』リリース。
  - 2月　「メメント」公開。
  - 3月　1st Live "春を待つ" をSHIBUYA PLEASURE PLEASUREにて開催。
  - 6月　「可惜夜」公開。
  - 8月　1st Live "春を待つ" 追加公演を飛行船シアターにて開催。大型オンラインフェス「YouTube Music Weekend 8.0」出演。「ワンダー」公開。
  - 11月　「ユートピア」公開。
- 2025年
  - 1月『崩壊：スターレイル』コラボレーション楽曲「Stargazer」公開

## ユニット名の由来
- 「tayori」というユニット名には、ある時は心の「頼り」となり、またある時は想いを届ける「便り」として、聴き手に寄り添った楽曲を制作したいというメンバーの想いが込められている。

## 公式ファンクラブ "quartet"
- 2024年1月に設立。会員特典としては、Standard Planでライブチケット先行・限定グッズ・バースデーメッセージ・メンバー全員によるブログ・ライブフォト、Premium Plan会員は上記コンテンツに加え、isuiによるラジオ・isuiとrakuによるJ-POP楽曲のアレンジカバー・tazuneruとrakuによるPhoto・tazuneruによるVlog等の特典が提供されている。

## ディスコグラフィー

### アルバム
- 2022年4月30日　EP『ASTER』 （Islet feat.倚水）
- 2024年1月13日　1st Album『memento』

### デジタルシングル
- 2021年4月1日「春を待つ」（Islet feat.倚水）
- 2022年
  - 4月16日「白日夢」 （Islet feat.倚水）
  - 12月10日「星になる」（Islet feat.倚水）
- 2023年
  - 7月29日「風のたより」
  - 10月7日「花がら」
  - 12月16日「鯨の背中」
- 2024年
  - 6月8日「可惜夜」
  - 8月24日「ワンダー」
  - 11月2日「ユートピア」
- 2025年1月2日「Stargazer」

### タイアップ
- 『Stargazer』『崩壊:スターレイル』コラボレーション楽曲

## ライブ

### ワンマンライブ
2024年
- 3月4日 tayori 1st Live "春を待つ”@SHIBUYA ENTERTAINMENT THEATER PLEASURE PLEASURE
- 8月17日 tayori 1st Live "春を待つ”追加公演＠飛行船シアター

### その他
2024年
- 8月24日 オンラインフェス「YouTube Music Weekend 8.0」出演